# غوشنة تبتية
غوشنة تبتية (الاسم العلمي: Morchella tibetica) هي نوع من الفطريات يتبع جنس الغوشنة من الفصيلة الغوشنية.